# Liste de sondages sur les élections générales québécoises de 2008
Cette page dresse la liste des sondages d'opinions réalisés pendant la 38e législature du Québec jusqu'aux élections générales de 2008.

## Intentions de vote

### Population entière

#### Pendant la campagne électorale
La campagne est marquée par un nombre limité de sondage d'opinion. Les intentions de votes demeurent relativement stables, avec une avance significative du Parti libéral dans tous les sondages menés au cours de la période malgré un très léger resserrement en fin de campagne en faveur du Parti québécois.
|                                                                 |                                 |
| Évolution des intentions de vote pendant la campagne électorale |                                 |
| - Parti libéral - Parti québécois - Action démocratique         | - Québec solidaire - Parti vert |

| Dernier jour du sondage                                          | PLQ  | PQ   | ADQ  | QS  | PVQ | Autres | Sondeur    | Échantillon | ME    | Lien |
| ---------------------------------------------------------------- | ---- | ---- | ---- | --- | --- | ------ | ---------- | ----------- | ----- | ---- |
| Dernier jour du sondage                                          |      |      |      |     |     |        | Sondeur    | Échantillon | ME    | Lien |
| Résultats du vote                                                | 42,1 | 35,2 | 16,4 | 3,8 | 2,2 | 0,3    |            |             |       |      |
| 5 décembre 2008                                                  | 42   | 36   | 13   | 5   | 3   | 1      | Angus Reid | 914         | ± 3,2 | PDF  |
| 4 décembre 2008                                                  | 45   | 32   | 15   | 4   | 3   | 1      | Léger      | 1 200       | ± 3,1 | PDF  |
| 3 décembre 2008                                                  | 45   | 29   | 15   | 5   | 6   | NC     | CROP       | 1 001       | ± 3,0 | PDF  |
| 23 novembre 2008                                                 | 46   | 34   | 12   | 4   | 4   | 0      | Léger      | 3 070       | ± 1,8 | PDF  |
| 23 novembre 2008                                                 | 45   | 32   | 12   | 5   | 5   | NC     | CROP       | 1 001       | ± 3,0 | PDF  |
| 18 novembre 2008                                                 | 44   | 36   | 12   | 4   | 4   | 1      | Nanos      | 505         | ± 4,4 | PDF  |
| 17 novembre 2008                                                 | 44   | 33   | 15   | 4   | 4   | NC     | Léger      | 1 002       | ± 3,4 | PDF  |
| 13 novembre 2008                                                 | 42   | 31   | 15   | 4   | 7   | NC     | CROP       | 1 003       | ± 3,0 | PDF  |
| 9 novembre 2008                                                  | 41   | 35   | 14   | 4   | 4   | 2      | Léger      | 1 001       | ± 3,4 | PDF  |
| Déclenchement officiel des élections générales (5 novembre 2008) |      |      |      |     |     |        |            |             |       |      |

#### Pendant la38elégislature du Québec
|                                                                       |                                 |
| Évolution des intentions de vote pendant la 38e législature du Québec |                                 |
| - Parti libéral - Parti québécois - Action démocratique               | - Québec solidaire - Parti vert |

| Dernier jour du sondage                                                     | PLQ  | PQ   | ADQ  | QS  | PVQ | Autres | Sondeur    | Échantillon | ME    | Lien |
| --------------------------------------------------------------------------- | ---- | ---- | ---- | --- | --- | ------ | ---------- | ----------- | ----- | ---- |
| Dernier jour du sondage                                                     |      |      |      |     |     |        | Sondeur    | Échantillon | ME    | Lien |
| 26 octobre 2008                                                             | 42   | 34   | 14   | 4   | 4   | NC     | Léger      | NC          | ± 3,4 | PDF  |
| 26 octobre 2008                                                             | 38   | 32   | 17   | 5   | 7   | NC     | CROP       | NC          | ± 3,1 | DOC  |
| 28 septembre 2008                                                           | 41   | 32   | 16   | 4   | 6   | NC     | CROP       | NC          | ± 3,1 | DOC  |
| 24 août 2008                                                                | 42   | 32   | 17   | 3   | 6   | NC     | CROP       | NC          | ± 3,1 | DOC  |
| 15 juin 2008                                                                | 42   | 32   | 14   | 4   | 7   | 1      | Léger      | 1 000       | ± 3,1 | PDF  |
| 26 mai 2008                                                                 | 41   | 32   | 14   | 6   | 6   | 1      | CROP       | 1 000       | ± 3,0 | PDF  |
| 27 avril 2008                                                               | 38   | 29   | 17   | 4   | 9   | NC     | CROP       | NC          | NC    | DOC  |
| 20 avril 2008                                                               | 37   | 33   | 18   | 4   | 6   | 2      | Léger      | 1 002       | ± 3,4 | PDF  |
| 7 avril 2008                                                                | 38   | 38   | 19   | 3   | 2   | 0      | Environics | NC          | NC    | HTML |
| 26 mars 2008                                                                | 34   | 30   | 22   | 6   | 7   | NC     | CROP       | NC          | NC    | DOC  |
| 24 février 2008                                                             | 35   | 32   | 21   | 5   | 7   | NC     | CROP       | NC          | NC    | DOC  |
| 27 janvier 2008                                                             | 31   | 35   | 24   | 4   | 5   | NC     | CROP       | NC          | NC    | DOC  |
| 17 janvier 2008                                                             | 33   | 30   | 27   | 4   | 5   | 1      | Léger      | 1 021       | ± 3,1 | PDF  |
| 3 janvier 2008                                                              | 32   | 35   | 26   | 4   | 2   | 1      | Environics | NC          | NC    | HTML |
| 2 décembre 2007                                                             | 30   | 34   | 26   | 3   | 6   | NC     | CROP       | NC          | NC    | DOC  |
| 4 novembre 2007                                                             | 31   | 31   | 27   | 5   | 4   | 1      | Léger      | 1 000       | ± 3,1 | PDF  |
| 28 octobre 2007                                                             | 31   | 31   | 28   | 4   | 6   | NC     | CROP       | NC          | NC    | DOC  |
| 14 octobre 2007                                                             | 24   | 41   | 29   | 3   | 3   | 0      | Environics | NC          | NC    | HTML |
| 23 septembre 2007                                                           | 24   | 30   | 34   | 5   | 7   | NC     | CROP       | NC          | NC    | HTML |
| 8 septembre 2007                                                            | 28   | 34   | 30   | 2   | 4   | 2      | Léger      | 1 472       | ± 2,6 | PDF  |
| 26 août 2007                                                                | 27   | 33   | 29   | 4   | 6   | NC     | CROP       | NC          | NC    | DOC  |
| 30 juin 2007                                                                | 29   | 35   | 29   | 4   | 3   | 0      | Environics | NC          | NC    | HTML |
| Pauline Marois est élue cheffe du Parti québécois (26 juin 2007)            |      |      |      |     |     |        |            |             |       |      |
| 25 juin 2007                                                                | 27   | 29   | 28   | 6   | 9   | 1      | CROP       | 1 000       | ± 3,0 | PDF  |
| 24 juin 2007                                                                | 28   | 32   | 31   | 4   | 5   | NC     | Léger      | NC          | ± 3,1 | PDF  |
| 3 juin 2007                                                                 | 28   | 29   | 29   | 5   | 8   | NC     | CROP       | NC          | NC    | PDF  |
| 28 mai 2007                                                                 | 28   | 27   | 32   | 5   | 7   | NC     | CROP       | NC          | NC    | HTML |
| 26 mai 2007                                                                 | 28   | 30   | 33   | 4   | 4   | 1      | Léger      | 1 001       | ± 3,1 | PDF  |
| André Boisclair démissionne de la chefferie du Parti québécois (8 mai 2007) |      |      |      |     |     |        |            |             |       |      |
| Début de la 38e législature du Québec (8 mai 2007)                          |      |      |      |     |     |        |            |             |       |      |
| 29 avril 2007                                                               | 27   | 23   | 32   | 7   | 9   | 1      | CROP       | 1 001       | ± 3,0 | PDF  |
| 29 mars 2007                                                                | 31   | 22   | 38   | 3   | 5   | 0      | Léger      | 600         | ± 4,0 | PDF  |
| Élection de 2007                                                            | 33,1 | 28,3 | 30,8 | 3,6 | 3,9 | 0,3    |            |             |       |      |

### Par langue
L'Action démocratique démarre la législature avec le plus fort appui parmi les électeurs francophones et des appuis significatifs (sans être considérables) parmi les électeurs non-francophones. Les intentions de votes pour l'ADQ dans ces deux électorats baissent significativement à partir du dernier trimestre 2007. Cette baisse profite au Parti libéral qui renforce son avance parmi les non-francophones et retrouve la 2e place dans l'électorat francophone, en talonnant le Parti québécois à partir de l'été 2008. Ce dernier retrouve la première place dans l'électorat francophone, perdue à l'ADQ à la mi-2007, mais avec une faible avance sur le Parti libéral.
| Intentions de vote Note : l'échelle verticale n'est pas identique entre les deux graphiques. |                           |
|                                                                                              |                           |
| Chez les francophones                                                                        | Chez les non-francophones |

| Sondeur | Date              | Parti libéral | Parti libéral | Parti québécois | Parti québécois | ADQ | ADQ | QS | QS | PVQ | PVQ | Autres | Autres |
| ------- | ----------------- | ------------- | ------------- | --------------- | --------------- | --- | --- | -- | -- | --- | --- | ------ | ------ |
| Sondeur | Date              |               |               |                 |                 |     |     |    |    |     |     |        |        |
| Sondeur | Date              | FR            | NF            | FR              | NF              | FR  | NF  | FR | NF | FR  | NF  | FR     | NF     |
| Léger   | 4 décembre 2008   | 36            | 79            | 38              | 9               | 18  | 5   | 5  | 1  | 3   | 5   | 0      | 1      |
| CROP    | 3 décembre 2008   | 35            | NC            | 36              | NC              | 17  | NC  | 5  | NC | 6   | NC  | NC     | NC     |
| CROP    | 23 novembre 2008  | 36            | NC            | 39              | NC              | 14  | NC  | 6  | NC | 5   | NC  | NC     | NC     |
| Léger   | 23 novembre 2008  | 38            | 78            | 40              | 11              | 14  | 6   | 4  | 1  | 4   | 5   | 0      | 0      |
| Léger   | 17 novembre 2008  | 37            | 68            | 39              | 12              | 15  | 14  | 5  | 3  | 4   | 3   | 0      | 0      |
| CROP    | 13 novembre 2008  | 36            | NC            | 37              | NC              | 16  | NC  | 4  | NC | 6   | NC  | NC     | NC     |
| Léger   | 9 novembre 2008   | 34            | 66            | 39              | 17              | 17  | 5   | 4  | 5  | 4   | 5   | 2      | 2      |
| Léger   | 26 octobre 2008   | 37            | NC            | 37              | NC              | 16  | NC  | 5  | NC | 4   | NC  | 1      | NC     |
| Léger   | 15 juin 2008      | 35            | 68            | 36              | 18              | 17  | 4   | 4  | 2  | 7   | 6   | 1      | 3      |
| CROP    | 26 mai 2008       | 32            | 82            | 38              | 6               | 17  | 3   | 6  | 5  | 6   | 3   | 1      | 0      |
| CROP    | 27 avril 2008     | 32            | NC            | 34              | NC              | 19  | NC  | 6  | NC | 8   | NC  | 1      | NC     |
| Léger   | 20 avril 2008     | 30            | 64            | 37              | 13              | 20  | 11  | 5  | 0  | 6   | 7   | 1      | 5      |
| CROP    | 26 mars 2008      | 29            | NC            | 34              | NC              | 25  | NC  | 6  | NC | 6   | NC  | 0      | NC     |
| CROP    | 24 février 2008   | 26            | NC            | 38              | NC              | 24  | NC  | 5  | NC | 6   | NC  | 0      | NC     |
| CROP    | 27 janvier 2008   | 23            | NC            | 41              | NC              | 26  | NC  | 5  | NC | 5   | NC  | 0      | NC     |
| Léger   | 17 janvier 2008   | 23            | 72            | 37              | 7               | 31  | 12  | 4  | 2  | 4   | 7   | 1      | 0      |
| CROP    | 2 décembre 2007   | 23            | NC            | 39              | NC              | 29  | NC  | 4  | NC | 5   | NC  | 1      | NC     |
| Léger   | 4 novembre 2007   | 25            | 61            | 36              | 6               | 30  | 18  | 5  | 2  | 3   | 11  | 1      | 2      |
| CROP    | 28 octobre 2007   | 23            | NC            | 39              | NC              | 32  | NC  | 4  | NC | 5   | NC  | 0      | NC     |
| CROP    | 23 septembre 2007 | 15            | NC            | 36              | NC              | 37  | NC  | 6  | NC | 6   | NC  | 0      | NC     |
| Léger   | 8 septembre 2007  | 20            | 59            | 39              | 8               | 34  | 14  | 3  | 3  | 3   | 11  | 1      | 5      |
| CROP    | 26 août 2007      | 20            | NC            | 32              | NC              | 38  | NC  | 4  | NC | 5   | NC  | 0      | NC     |
| CROP    | 25 juin 2007      | 19            | NC            | 34              | NC              | 32  | NC  | 7  | NC | 7   | NC  | 1      | NC     |
| Léger   | 24 juin 2007      | 20            | 66            | 36              | 13              | 35  | 13  | 5  | 1  | 4   | 7   | NC     | NC     |
| CROP    | 28 mai 2007       | 21            | NC            | 31              | NC              | 35  | NC  | 6  | NC | 7   | NC  | 1      | NC     |
| Léger   | 26 mai 2007       | 22            | 58            | 34              | 8               | 36  | 20  | 3  | 6  | 4   | 7   | 1      | 0      |
| CROP    | 29 avril 2007     | 20            | 59            | 27              | 5               | 35  | 18  | 8  | 6  | 9   | 12  | 1      | 0      |

### Par zone géographique
| Sondeur | Date          | Parti libéral  | Parti libéral | Parti libéral  | Parti québécois | Parti québécois | Parti québécois | Action démocratique | Action démocratique | Action démocratique | Québec solidaire | Québec solidaire | Québec solidaire | Autres (dont ON et PVQ) | Autres (dont ON et PVQ) | Autres (dont ON et PVQ) |
| ------- | ------------- | -------------- | ------------- | -------------- | --------------- | --------------- | --------------- | ------------------- | ------------------- | ------------------- | ---------------- | ---------------- | ---------------- | ----------------------- | ----------------------- | ----------------------- |
| Sondeur | Date          |                |               |                |                 |                 |                 |                     |                     |                     |                  |                  |                  |                         |                         |                         |
| Sondeur | Date          | Montréal (RMR) | Québec (RMR)  | Autres régions | Montréal (RMR)  | Québec (RMR)    | Autres régions  | Montréal (RMR)      | Québec (RMR)        | Autres régions      | Montréal (RMR)   | Québec (RMR)     | Autres régions   | Montréal (RMR)          | Québec (RMR)            | Autres régions          |
| CROP    | 26 mai 2008   | 44             | 47            | 37             | 34              | 29              | 31              | 8                   | 17                  | 21                  | 7                | 3                | 6                | 7                       | 4                       | 5                       |
| CROP    | 28 mai 2007   | NC             | 17            | 27             | NC              | 21              | 29              | NC                  | 50                  | 35                  | NC               | NC               | NC               | NC                      | NC                      | NC                      |
| CROP    | 29 avril 2007 | 27             | 23            | 27             | 24              | 20              | 23              | 27                  | 44                  | 36                  | 9                | 8                | 6                | 13                      | 6                       | 8                       |

#### Intentions de votes sur l'Île de Montréal
| Dernier jour du sondage | PLQ | PQ | ADQ | QS | PVQ | Autres | Sondeur | Échantillon | ME | Lien |
| ----------------------- | --- | -- | --- | -- | --- | ------ | ------- | ----------- | -- | ---- |
| Dernier jour du sondage |     |    |     |    |     |        | Sondeur | Échantillon | ME | Lien |
| 26 mai 2008             | 49  | 31 | 5   | 9  | 6   | 0      | CROP    | 224         | NC | PDF  |
| 28 mai 2007             | 38  | 28 | 14  | NC | NC  | NC     | CROP    | NC          | NC | PDF  |
| 29 avril 2007           | 35  | 20 | 17  | 12 | 14  | 1      | CROP    | 228         | NC | PDF  |

#### Intentions de votes dans la banlieue de Montréal
| Dernier jour du sondage | PLQ | PQ | ADQ | QS | PVQ | Autres | Sondeur | Échantillon | ME | Lien |
| ----------------------- | --- | -- | --- | -- | --- | ------ | ------- | ----------- | -- | ---- |
| Dernier jour du sondage |     |    |     |    |     |        | Sondeur | Échantillon | ME | Lien |
| 26 mai 2008             | 38  | 37 | 12  | 4  | 7   | 2      | CROP    | 198         | NC | PDF  |
| 28 mai 2007             | 22  | 26 | 41  | NC | NC  | NC     | CROP    | NC          | NC | PDF  |
| 29 avril 2007           | 17  | 28 | 39  | 4  | 9   | 2      | CROP    | 208         | NC | PDF  |

## Satisfaction envers le gouvernement
| Satisfaction envers le gouvernement du Québec pendant la 38e législature |                                 |
|                                                                          | - Satisfait - Insatisfait - NSP |

| Dernier jour du sondage | Total satisfaits | Total insatisfaits | Détail          | Détail            | Détail             | Détail            | Détail      | Sondeur | Échantillon | Marge d'erreur | Source |
| Dernier jour du sondage | Total satisfaits | Total insatisfaits | Très satisfaits | Plutôt satisfaits | Plutôt insatisfait | Très insatisfaits | NSP / Refus | Sondeur | Échantillon | Marge d'erreur | Source |
| ----------------------- | ---------------- | ------------------ | --------------- | ----------------- | ------------------ | ----------------- | ----------- | ------- | ----------- | -------------- | ------ |
| 3 décembre 2008         | 48               | 48                 | NC              | NC                | NC                 | NC                | 4           | CROP    | 1 001       | ± 3,0          | PDF    |
| 23 novembre 2008        | 51               | 45                 | NC              | NC                | NC                 | NC                | 4           | CROP    | 1 001       | ± 3,0          | PDF    |
| 13 novembre 2008        | 59               | 40                 | NC              | NC                | NC                 | NC                | 2           | CROP    | 1 001       | ± 3,0          | PDF    |
| 9 novembre 2008         | 55               | 43                 | 9               | 46                | 28                 | 15                | 2           | Léger   | 1 001       | ± 3,4          | PDF    |
| 26 octobre 2008         | 62               | 34                 | 9               | 53                | 23                 | 11                | 4           | Léger   | 1 000       | ± 3,4          | PDF    |
| 24 août 2008            | 61               | 32                 | NC              | NC                | NC                 | NC                | 6           | CROP    | 1 003       | ± 3,0          | PDF    |
| 15 juin 2008            | 57               | 40                 | 8               | 49                | 28                 | 12                | 4           | Léger   | 1 000       | ± 3,1          | PDF    |
| 26 mai 2008             | 54               | 43                 | 9               | 45                | 26                 | 17                | 4           | CROP    | 1 000       | ± 3,0          | PDF    |
| 27 avril 2008           | 53               | 40                 | NC              | NC                | NC                 | NC                | 7           | CROP    | NC          | NC             | PDF    |
| 20 avril 2008           | 49               | 46                 | 7               | 42                | 31                 | 16                | 4           | Léger   | 1 002       | ± 3,4          | PDF    |
| 26 mars 2008            | 61               | 34                 | NC              | NC                | NC                 | NC                | 5           | CROP    | 1 004       | ± 3,0          | PDF    |
| 24 février 2008         | 50               | 46                 | NC              | NC                | NC                 | NC                | 4           | CROP    | NC          | NC             | PDF    |
| 27 janvier 2008         | 51               | 46                 | NC              | NC                | NC                 | NC                | 3           | CROP    | NC          | NC             | PDF    |
| 17 janvier 2008         | 47               | 53                 | 5               | 42                | 36                 | 17                | 0           | Léger   | 1 021       | ± 3,1          | PDF    |
| 2 décembre 2007         | 47               | 49                 | NC              | NC                | NC                 | NC                | 4           | CROP    | NC          | NC             | PDF    |
| 4 novembre 2007         | 40               | 58                 | 6               | 34                | 37                 | 21                | 2           | Léger   | 1 000       | ± 3,1          | PDF    |
| 28 octobre 2007         | 43               | 55                 | NC              | NC                | NC                 | NC                | 5           | CROP    | NC          | NC             | PDF    |
| 23 septembre 2007       | 33               | 62                 | NC              | NC                | NC                 | NC                | 4           | CROP    | NC          | NC             | PDF    |
| 8 septembre 2007        | 32               | 63                 | 3               | 29                | 36                 | 27                | 5           | Léger   | 1 472       | ± 2,6          | PDF    |
| 26 août 2007            | 44               | 51                 | NC              | NC                | NC                 | NC                | 5           | CROP    | NC          | NC             | PDF    |
| 25 juin 2007            | 36               | 60                 | NC              | NC                | NC                 | NC                | 4           | CROP    | NC          | NC             | PDF    |
| 28 mai 2007             | 43               | 52                 | NC              | NC                | NC                 | NC                | 5           | CROP    | NC          | NC             | PDF    |
| 26 mai 2007             | 37               | 61                 | 5               | 32                | 32                 | 29                | 1           | Léger   | 1 001       | ± 3,1          | PDF    |